# Diane Varsi

“O que me levou a querer atuar foi muito misterioso, até para mim. Achei que havia todo um sentimento comunitário no filme. Que a ideia do cinema era ser um serviço à humanidade, um meio de comunicação. Mas o espírito era poder."

Varsi sobre seus motivos de atuação e a indústria cinematográfica.
Diane Marie Antonia Varsi (23 de fevereiro de 1938 – 19 de novembro de 1992) foi uma atriz americana de cinema mais conhecida por suas atuações em Peyton Place - sua estreia no cinema, pela qual foi indicada ao Oscar de Melhor Atriz Coadjuvante - e pelo filme cult Wild in the Streets. Ela deixou Hollywood para perseguir objetivos pessoais e artísticos, notadamente no Bennington College, em Vermont, onde estudou poesia com o poeta e tradutor Ben Belitt.

## Juventude
Varsi nasceu em San Mateo, Califórnia, um subúrbio de São Francisco, filha de Beatrice (nascida DeMerchant) e Russell Varsi. Varsi tentou, sem sucesso, se tornar modelo e recepcionista de restaurante na adolescência. Enquanto estava no ensino médio, ela foi chamada de "excêntrica" por seus colegas de classe. Ela muitas vezes faltou à escola para visitar São Francisco, por isso foi rotulada de "rebelde". Ela abandonou a escola no primeiro ano, aos 15 anos, sendo reprovada em todos os estudos e dizendo: "Eu estava entediada. Não gostava dos lados sociais - as panelinhas." Na mesma época, ela se casou com um homem de 18 anos. O casamento deles foi anulado antes do nascimento de seu filho Shawn.
Ela ingressou no balé de São Francisco na década de 1950 e inicialmente planejou se tornar uma cantora folk. Mais tarde, ela pegou carona para Los Angeles com um amigo.

## Peyton Place
Apesar de ter experiência apenas como atriz em uma produção teatral de Gigi, ela estreou nas telas aos 18 anos como Allison MacKenzie em Peyton Place (1957), recebendo uma indicação ao Oscar de Melhor Atriz Coadjuvante por sua atuação. No ano seguinte, Varsi dividiu o Globo de Ouro de Nova Estrela do Ano - Atriz com Sandra Dee e Carolyn Jones. Várias atrizes famosas foram testadas para o papel principal no filme de grande orçamento, até que a então desconhecida Varsi foi escalada em maio de 1957. Ela foi descoberta pelo produtor Buddy Adler, que imediatamente a colocou sob contrato com a 20th Century Fox.

## Carreira
Quando foi escalada, Varsi já tinha um agente e há muito tempo procurava papéis no cinema, sem sorte. Ela visitou vários estúdios, mas segundo a atriz, todos acharam que ela era adequada apenas para papéis de personagem. Ela até foi dispensada por seu agente em 1956, porque ele não via futuro em sua carreira.
Antes de Peyton Place ser lançado, Adler escalou Varsi para contracenar com Don Murray em From Hell to Texas (1958). Ela apareceu nos filmes Ten North Frederick (1958) e Compulsion (1959). Durante as filmagens de Ten North Frederick, Varsi sofreu um colapso nervoso, desmaiou e foi hospitalizada. Ela disse mais tarde: "Ainda estou tentando me encontrar. Ainda é difícil para mim separar a ilusão da realidade... Não sei se atuar é a forma de criatividade melhor para mim."
Varsi rejeitou o papel de Meg na comédia Holiday for Lovers em janeiro de 1959. Em 18 de março de 1959, ela deixou Hollywood repentinamente, abandonando seu contrato. “Estou fugindo da destruição”, explicou ela, dizendo que isso também dizia respeito a outras pessoas. Uma semana depois, ela elaborou: "Hollywood está muito impressionada com o preço barato superficial." No entanto, seu contrato com a Fox não expirou até 1965. Durante muito tempo, houve rumores de que sua paralisação repentina era um golpe publicitário para promover a sequência de Peyton Place, Return to Peyton Place (1961), ao qual Varsi foi anexada.
Ao rescindir o contrato, a inclusão de Varsi nos planos de vários filmes foi cancelada, incluindo um papel principal em The Best of Everything (1959). Depois de deixar Hollywood, Varsi participou de produções teatrais locais de São Francisco. Em algum momento depois disso, ela foi para Nova Iorque por tempo suficiente para fazer um teste com sucesso para o Actors Studio, do qual participaria pelo menos brevemente em 1965. Varsi voltou a atuar no cinema no final dos anos 1960, mas por desta vez, ela não recebeu mais papéis importantes e posteriormente se referiu aos filmes que fez nesse período como "filmes baratos e de pouco mérito". Embora os produtores estivessem curiosos sobre ela, disse ela, eles não a contratariam. Seus filmes posteriores incluem o influente filme cult Wild in the Streets (1968); Johnny Got His Gun (1971), que Varsi descreveu como seu favorito; e um ABC Movie of the Week, intitulado The People (1972). Sobre Johnny Got His Gun, a atriz disse: "Esse é o tipo de coisa que eu sempre quis fazer. Chegou muito tarde para mim. Já demorou muito para esperar." Ela estava apreensiva em interpretar o papel, dizendo: "Eu me senti inadequada demais para fazer [Johnny Got His Gun]. É tão intensa a responsabilidade."

## Vida pessoal
Enquanto estava em Hollywood, Varsi era conhecida por não ter glamour, não usar maquiagem ou roupas caras. Ela evitou festas de Hollywood e foi citada como tendo dito: "Prefiro conhecer Aldous Huxley do que Clark Gable." Seus colegas atores da Fox lembravam-se dela como "uma garota assustada, parecida com um pássaro, que ficou perplexa com seu sucesso repentino" e como "desiludida com a forma como certos funcionários do estúdio a trataram". Ela namorou Russ Tamblyn, seu co-estrela em Peyton Place, após o lançamento do filme.
De 26 de novembro de 1956 a 29 de agosto de 1958, Varsi foi casada com James Dickson, de quem ela tornou seu empresário enquanto trabalhava como atriz. Ela então se casou com Michael Hausman em 21 de maio de 1961; eles tiveram uma filha, Willo Hausman.

## Morte
Em 19 de novembro de 1992, em Los Angeles, Varsi morreu de insuficiência respiratória aos 54 anos. Ela também sofria da doença de Lyme. Ela foi enterrada no Mount Tamalpais Cemetery em San Rafael, Califórnia.

## Filmografia
| Cinema    | Cinema                             | Cinema            | Cinema                                                               |
| Ano       | Título                             | Personagem        | Notas                                                                |
| --------- | ---------------------------------- | ----------------- | -------------------------------------------------------------------- |
| 1957      | Peyton Place                       | Allison MacKenzie |                                                                      |
| 1958      | Ten North Frederick                | Ann Chapin        |                                                                      |
| 1958      | From Hell to Texas                 | Juanita Bradley   | título alternativo: Man Hunt                                         |
| 1959      | Compulsion                         | Ruth Evans        |                                                                      |
| 1967      | Sweet Love, Bitter                 | Della             | títulos alternativos: Black Love, White Love It Won't Rub Off, Baby! |
| 1967      | Roseanna                           | Mary Jane         |                                                                      |
| 1968      | Wild in the Streets                | Sally LeRoy       |                                                                      |
| 1968      | Killers Three                      | Carol Warder      |                                                                      |
| 1970      | Bloody Mama                        | Mona Gibson       |                                                                      |
| 1971      | Johnny Got His Gun                 | Quarta Enfermeira |                                                                      |
| 1977      | I Never Promised You a Rose Garden | Sylvia            |                                                                      |
| Televisão |                                    |                   |                                                                      |
| Ano       | Título                             | Personagem        | Notas                                                                |
| 1959      | Playhouse 90                       | Lurene Dawson     | 1 episódio                                                           |
| 1966      | Dr. Kildare                        |                   | 2 episódios                                                          |
| 1969      | My Friend Tony                     |                   | 1 episódio                                                           |
| 1971      | Cannon                             | Sra. Hill         | 1 episódio                                                           |
| 1972      | The People                         | Valancy Carmody   | Telefilme                                                            |

## Prêmios e indicações
| Ano  | Associações           | Resultado | Categoria                             | Nomeações    |
| ---- | --------------------- | --------- | ------------------------------------- | ------------ |
| 1958 | Oscar                 | Indicada  | Melhor Atriz Coadjuvante              | Peyton Place |
| 1958 | Prêmios Globo de Ouro | Venceu    | Melhor Atriz Revelação                | -            |
| 1958 | Laurel Awards         | Indicada  | Principal Nova Personalidade Feminina | -            |
| 1958 | Laurel Awards         | Indicada  | Melhor Atriz Coadjuvante              | Peyton Place |